# Арт Блейкі
Арт Бле́йкі (англ. Art Blakey; *11 жовтня 1919 — †16 жовтня 1990) — американський джазовий барабанщик, представник стилю «хард-боп». Він з тих, хто формував обличчя джазу впродовж другої половини XX століття. З ім'ям Арт Блейкі і з його ансамблем The Jazz Messengers зв'язано ще і уявлення про особливий вид джазу, що відрізняється від традиційного «хард-бопа». Багато, особливо ранні, записи «Jazz Messengers» відрізняються своєю близькістю до музики «соул» і навіть «фанкі» з характерними гармонійними оборотами, ритмічними малюнками і самою енергетикою виконання. Його біографія надзвичайно багата подіями, що увійшли до історії джазу. Він переграв зі всіма найвідомішими зірками, і ті, хто працював з ним, можуть цим пишатися.

## Біографія
Арт Блейкі народився 11 жовтня 1919 року. У школі навчався на фортепіано, але потім перейшов не барабани. Перший час він знаходився під впливом одного з популярних барабанщиків 30-х років Чік Вебба. Починаючи з 1942 року, Блейкі потрапляє в професійне джазове середовище високого рівня. Він грає у складі відомої піаністки Мері Лу Вільямс, потім в бендах Флетчера Гендерсона і Біллі Екстайна. Пройшовши в цих відомих біг-бендах відмінну школу свінгу, Арт Блейкі осідає в Нью-Йорку, де зароджується новий вигляд модерну-джазу — «бібоп». Він входить в круг таких новаторів як Чарлі Паркер, Діззі Гіллеспі і Майлз Девіс та стає бопером. Перший склад, з яким Арт почав створювати свою програму, називався «Seventeen Messengers», але незабаром він перейменував його в «Jazz Messengers», колектив став історичним ансамблем на довгі часи. У 1955 році Блейкі став тісно співпрацювати з піаністом і композитором Хорасом Сільвером, новатором в області «фанкі-джазу». У той період їхній спільний склад був відомий як «Horace Silver and the Jazz Messengers».
Розійшовшись з Сільвером, Блейкі залишався лідером власного ансамблю до кінця своїх днів — до 16 жовтня 1990 року. Він продовжував грати до глибокої старості, абсолютно глухим, використовуючи слуховий апарат. Арт Блейкі був справжнім посланцем джазу (англ. messenger — означає «посланник»). Його гастролі по всіх країнах світу сприяли зародженню і подальшому розвитку цього виду музики в найвіддаленіших куточках Земної кулі. Зокрема, в Японії, після гастролей «Jazz Messengers» джаз отримав досить широке визнання, наслідком чого було відкриттям там філіалів відомого нью-йоркського джаз-клуба «Blue Note». Вплив музики його ансамблю випробували на собі і багато провідних джазменів СРСР. Один з вітчизняних музикантів — сурмач Валерій Пономарьов, що емігрував в США в 1973 році, грав у складі «Jazz Messengers» у період з 1977 по 1979 роки. Його змінив там Вінтон Марсаліс.
Важко згадати всіх, хто виступав разом з Арт Блейкі. Перерахуємо лише частину з них: — Лі Морган, Вейн Шортер, Фредді Габбард, Джонні Гріффін, Джекі Мак-Лін, Дональд Берд, Боббі Тіммонс, Седар Волтон, Бенні Голсон, Джоанн Брекін, Біллі Гарпер, Білл Пірс, Бренфорд Марсаліс, Джеймс Вільямс, Кіт Джарретт, Чак Манджоні і багато інших. Музика, що виконувалася Арт Блейкі і його «Jazz Messengers», завжди була життєрадісною, доброю і могутньою. Він був справжнім соул-барабанщиком.

## Дискографія
- Orgy in Rhythm, Vol. 1 and 2 (Blue Note, 1957)
- Art Blakey's Jazz Messengers with Thelonious Monk (Atlantic, 1958) з Телоніусом Монком
- Moanin' (Blue Note, 1958)
- Buhaina's Delight (Blue Note, 1963)